# 轮渡岛站
轮渡岛地铁站（芬蘭語：Lauttasaaren metroasema），是芬兰赫爾辛基地鐵的地下车站。该站位于赫尔辛基西线地铁的延展线上，为赫尔辛基的轮渡岛区服务。M1和M2线均停靠此站。该站有两个入口，位于白桦岛站东边1.6公里、草湾站西边2.2公里处。

## 图集

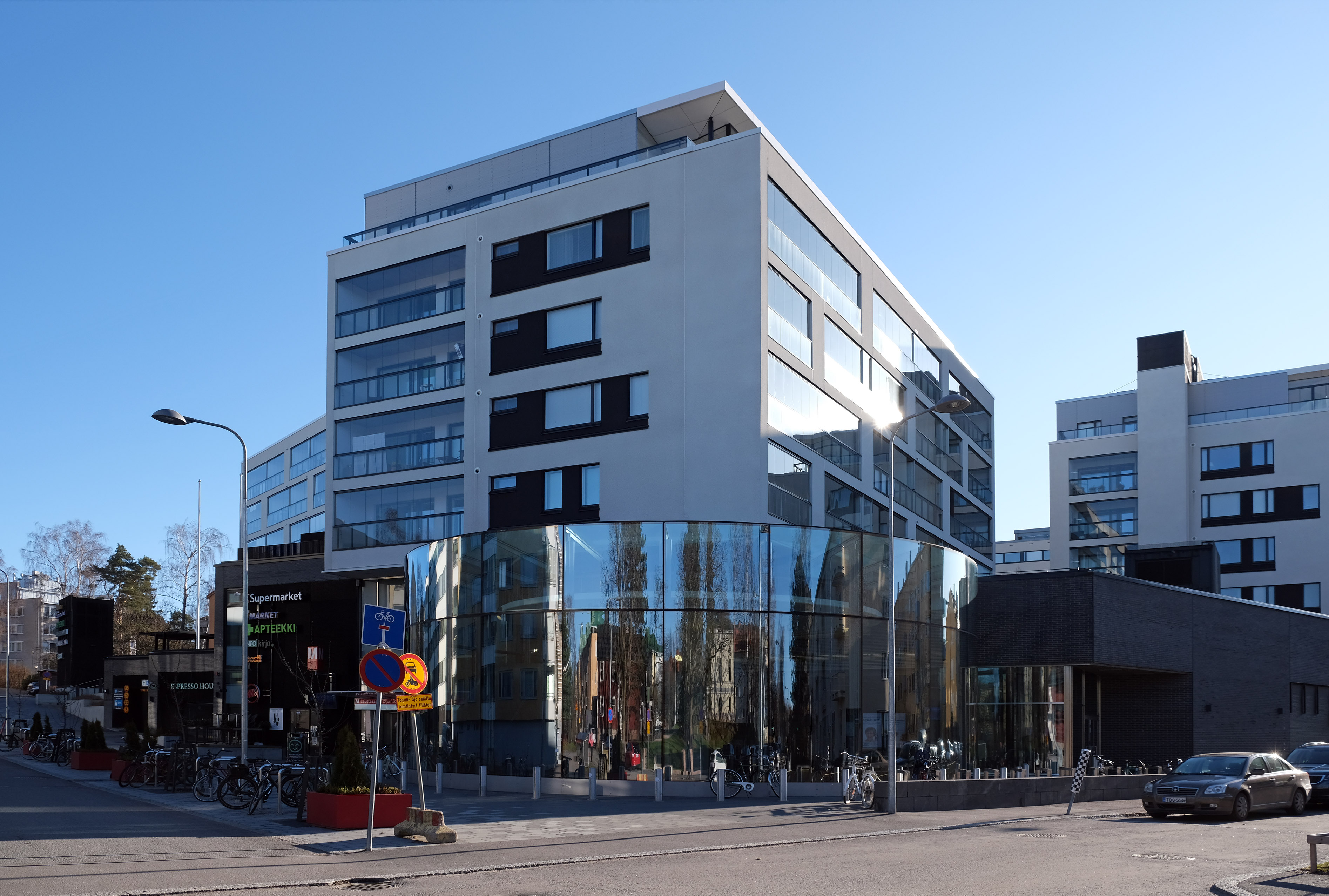
一个入口
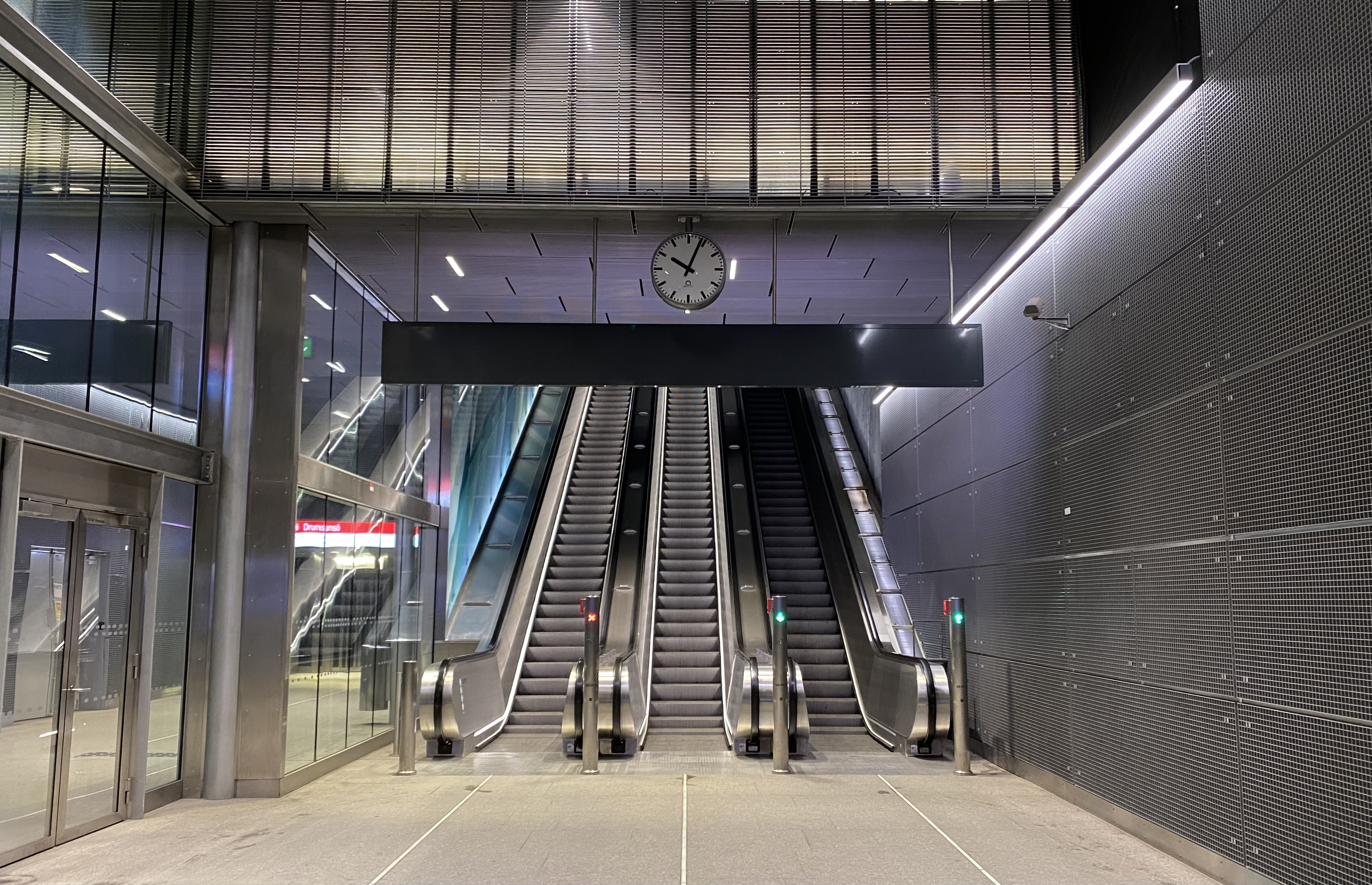
扶梯